# Maribo gamle Rådhus
Maribo Rådhus eller Maribo Gamle Rådhus (efter et nyere blev opført i 1984-85) er et tidligere rådhus, der ligger på Torvet i Maribo midt på Lolland. Det blev opført i 1857, og huser i dag byens turistinformation.
Bygningen er blandt byens bygningsmæssige attraktioner.

## Historie
Rådhuset blev opført i 1857. Et tidligere rådhus, der lå i det nuværende Torvegade, fra 1819 var blevet opført i så dårlige materialer, at det allerede ved færdiggørelsen var nødvendigt med udbedringer, og i 1823 blev det renoveret og igen i 1846. I 1856 blev det revet ned og erstattet med det nye rådhus på Torvet, hvor der også tidligere havde været rådhus. Det blev opført af en lokal bygmester ved navn J.C. Mertins.
I 1879 donerede en lokal købmand ved navn Laurits Schrøder ca. 400 forskellige oldsager og antikviteter til Maribo Kommune, som valgte at udstille dem i rådhuset under navnet "Mariebo Antiqvitetssamling" i 1880. I takt med at flere borgere donerede genstande til museet voksede samlingen, og i 1890 kunne man flytte samlingen over i den nyendviet bygning, hvorved Stiftsmuseet Maribo var etableret på sin nye adresse.
I 1949 blev der foretaget en mindre tilbygning.
Rådhuset var administrationcentrum for den tidligere Maribo Kommune fra 1970 og frem til strukturreformen i 2007, hvor kommunen blev lagt sammen med flere nabokommuner og dannede den nye Lolland Kommune med administrationscenter i Nakskov.
Bygningen blev brugt som filmlokation i komedien Fængslende feriedage fra 1978.
I anlægget ved rådhusets gavl findes Kaj Munks statue, skabt af billedhugger Henry Luckow-Nielsen og doneret til byen som en gave fra Henry Petersen, direktør for P. Hatten og Co. 1964.

## Beskrivelse
Maribo Rådhus er opført i en blanding af nygotik og nyrenæssance. Bygningen er to etager høj og med sadeltag. På forsiden ud mod Torvet er et ottekantet trappetårn midt på bygningen, og gavlene har kamtakker. Sokkelen er fremstillet i kløvet granit, mens facaden er hvidpudset.
Taget på tårnet er løgformet og udført i kobber. Over hovedindgangen ud mod pladsen står opførelsesåret. På første sal, over hovedindgangen, er en altan, hvorover der står skrevet "Retfærdighed ophøier et Folk" med Frederik 7.'s initialer over. Endnu højere oppe sidder et ur.